# Berzo Inferiore
Berzo Inferiore (Bèrs in dialetto camuno) è un comune italiano di 2 476 abitanti, della Val Camonica, provincia di Brescia, in Lombardia.

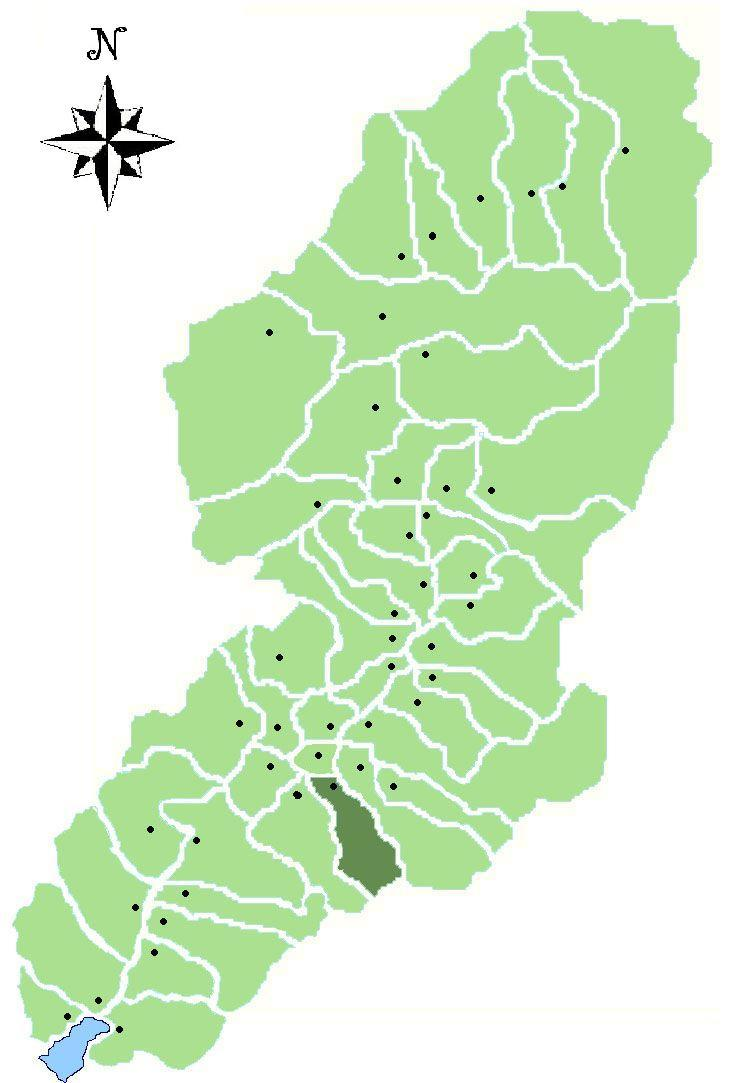
Il territorio di Berzo Inferiore in Val Camonica

## Geografia fisica

### Territorio
Il paese di Berzo Inferiore si trova nella parte inferiore della Val Grigna, preceduto a monte da Bienno ed a valle da Esine.

### Clima
Il clima a Berzo Inferiore è freddo e temperato, con piovosità significativa durante tutto l'anno.
La temperatura media annuale è di 6,4 °C, essendo luglio il mese con temperature più alte (20,2 °C) e gennaio il mese con temperature più basse (-8,7 °C).
La piovosità media annuale è di 1807 mm. In particolare le piogge sono più scarse nel mese di gennaio (67 mm) e più abbondanti nel mese di giugno (213 mm).
| [ 7 ]               | Mesi | Mesi | Mesi | Mesi | Mesi | Mesi | Mesi | Mesi | Mesi | Mesi | Mesi | Mesi | Stagioni | Stagioni | Stagioni | Stagioni | Anno  |
| [ 7 ]               | Gen  | Feb  | Mar  | Apr  | Mag  | Giu  | Lug  | Ago  | Set  | Ott  | Nov  | Dic  | Inv      | Pri      | Est      | Aut      | Anno  |
| ------------------- | ---- | ---- | ---- | ---- | ---- | ---- | ---- | ---- | ---- | ---- | ---- | ---- | -------- | -------- | -------- | -------- | ----- |
| T. max. media (°C)  | 1,5  | 2,2  | 5,8  | 9,5  | 14,5 | 18,5 | 20,2 | 19,9 | 16,1 | 11,9 | 6,4  | 2,6  | 2,1      | 9,9      | 19,5     | 11,5     | 10,8  |
| T. min. media (°C)  | −8,7 | −7,8 | −3,4 | 0,0  | 4,5  | 8,9  | 11,0 | 11,0 | 7,9  | 4,1  | −0,9 | −6,1 | −7,5     | 0,4      | 10,3     | 3,7      | 1,7   |
| Precipitazioni (mm) | 67   | 70   | 92   | 158  | 197  | 213  | 204  | 199  | 170  | 174  | 177  | 86   | 223      | 447      | 616      | 521      | 1 807 |

## Origini del nome
Il nome del comune potrebbe derivare dalla voce Bersium (siepe o recinto) oppure dal termine iberico ber (montone, ovile).

## Storia

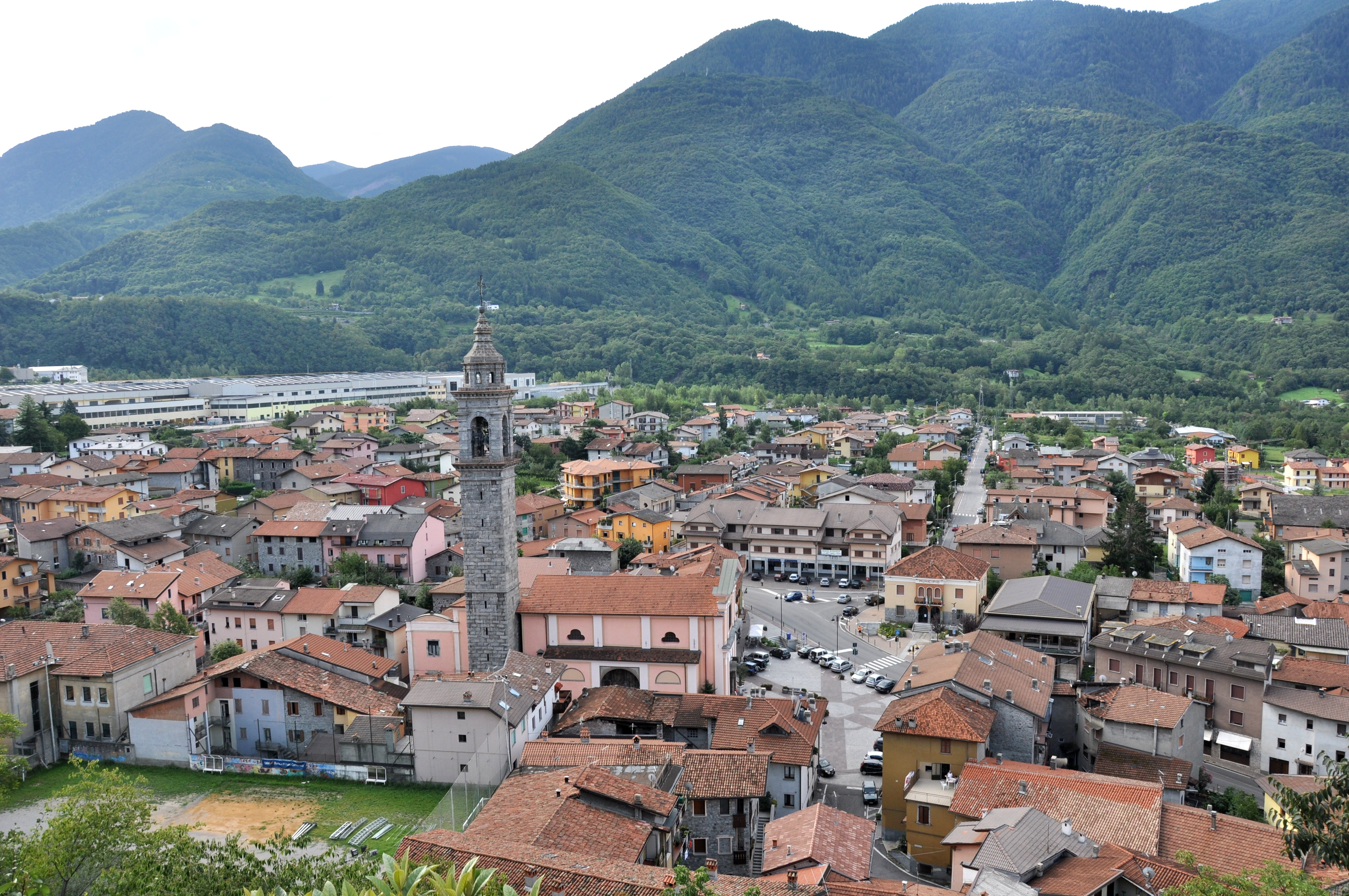
Berzo Inferiore vista da San Lorenzo

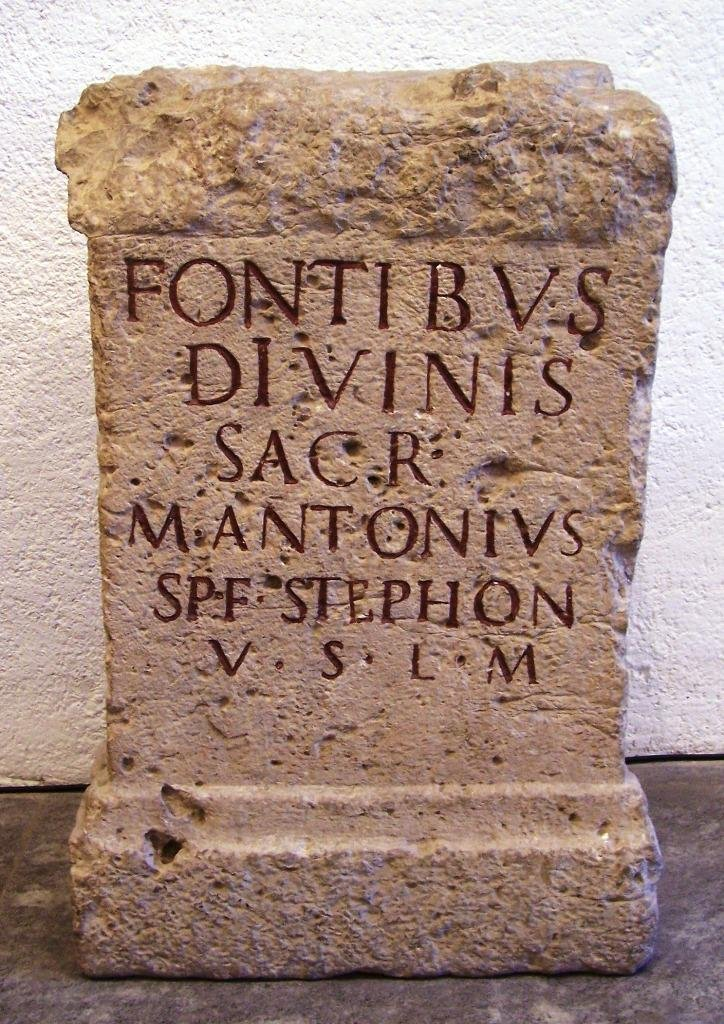
Stele di Berzo Inferiore (Museo civico archeologico di Bergamo

In prossimità del passo Crestoso sono stati rinvenuti 33 manufatti risalenti al mesolitico.
Nel 1041 è citato come Bercio.
Nel 1298 vi è una contesa con Bovegno circa alcuni pascoli in quota.
Nel marzo 1306 l'arciprete della pieve di San Lorenzo di Manerbio Alderico dona delle sue proprietà situate in Valle Camonense locus Bercii.
I conti Lambertini avevano qui un tempo un castello.
L'11 gennaio 1350 il vescovo di Brescia investe iure feudi dei diritti di decima nei territori di Berzo Inferiore, Ono e Cricolo e Cerveno Rainaldo del fu Zanino Federici di Gorzone.
Nel luglio 1404 Berzo viene distrutto dai guelfi di Predore ed Adrara, che si vendicano dei saccheggi subiti negli anni precedenti.
Nel 1562 nella visita pastorale Giacomo Pandolfi, inviato dal vescovo di Brescia Domenico Bollani, si intima all'autorità locale di far smettere i balli pubblici, troppo frequenti:
Nel 1573 si segnala la presenza della Confraternica Corpus Domini con 160 membri, dei Disciplini, con 23 maschi e 18 donne.
Sulla parrocchiale del 1618 è segnalato il racconto dell'apparizione di Maria a Marta Polentini:
()
Nel 1867 il consiglio provinciale di Brescia deliberava per l'unione dei comuni di Bienno e Berzo: esso non si realizzò per la forte opposizione popolare. Solo tra il 1927 ed il 1947 venne aggregato a Bienno, a causa della legge fascista sull'unione dei comuni.

### Feudatari locali
Famiglie che hanno ottenuto l'infeudazione vescovile dell'abitato:
| Famiglia | Stemma | Periodo  |
| Federici |        | 1350 - ? |

### Simboli
Lo stemma è stato concesso, insieme al gonfalone municipale, con decreto del presidente della Repubblica del 9 ottobre 2002 che conferma quello adottato dal Comune nel 1952, che, salvo qualche lieve modifica grafica, mantiene la raffigurazione del focolare in mattoni, ricordo delle antiche fucine per la lavorazione dei metalli, la stella che allude all'unità del territorio comunale, mentre lo scudetto con l'aquila si ritiene sia emblema di una non meglio identificata famiglia di conti Lambertini che anticamente avrebbe posseduto il castello locale.
Il gonfalone è un drappo di azzurro.

## Monumenti e luoghi d'interesse

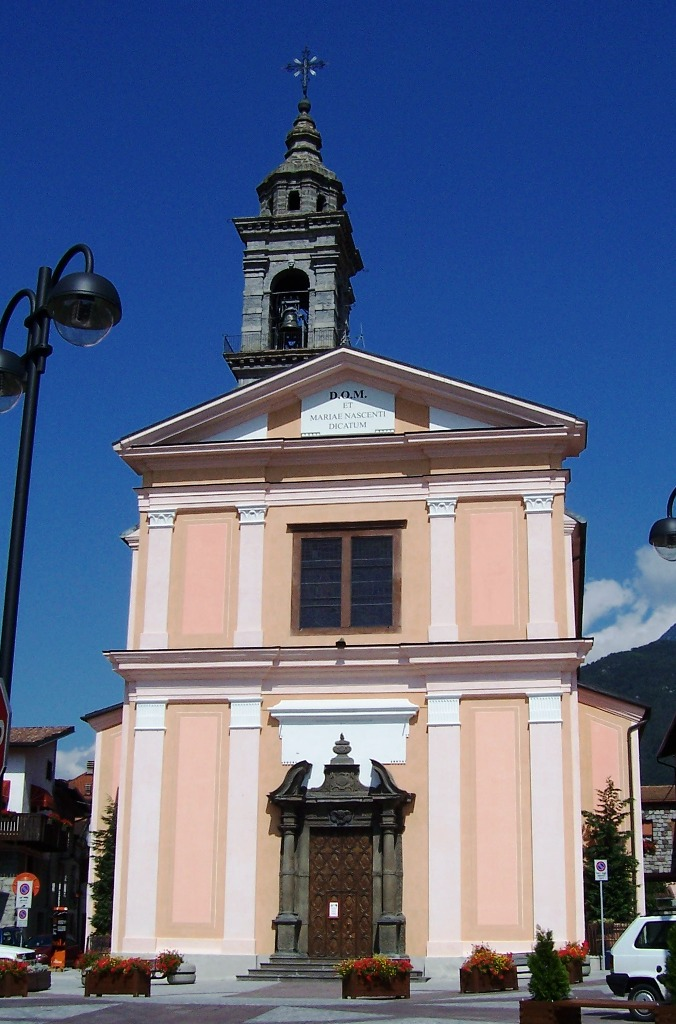
Santuario della Madonna Pellegrina

### Architetture religiose
Le chiese di Berzo Inferiore sono:
- Santuario della Madonna, chiesa parrocchiale, eretta a partire dal 1609. La tradizione narra che, a causa della lentezza dei lavori, apparve la Madonna a Marta Damioli, moglie di Tommaso Polentini, risvegliando gli animi e permettendo la conclusione dell'opera[22]. L'evento è descritto sulla facciata sinistra del tempio. Il santuario ha un campanile alto 55 metri e un portale in pietra di Sarnico. All'interno si trova la pala d'altare del Fiammenghino.
- Chiesa di San Lorenzo, chiesa quattrocentesca, con affreschi di Giovanni Pietro da Cemmo.
- Chiesa di San Glisente, si trova sulla sommità del monte omonimo e conserva una cripta del XVI secolo.
- Chiesa di Zuvolo, dedicata agli Alpini, si trova in località Zuvolo (1420m), sul monte di San Glisente.

## Società

### Evoluzione demografica
Abitanti censiti

### Tradizioni e folclore
Gli scütüm sono nei dialetti camuni dei soprannomi o nomignoli, a volte personali, altre indicanti tratti caratteristici di una comunità. Quello che contraddistingue gli abitanti di Berzo Inferiore è Gós (gozzi) oppure Farisé.

## Amministrazione
| Periodo | Periodo   | Primo cittadino   | Partito                        | Carica  | Note        |
| ------- | --------- | ----------------- | ------------------------------ | ------- | ----------- |
| 1994    | 1998      | Girolamo Landrini | lista civica La voce di Berzo  | Sindaco | I mandato   |
| 1998    | 2003      | Girolamo Landrini | lista civica La voce di Berzo  | Sindaco | II mandato  |
| 2003    | 2008      | Sergio Damiola    | lista civica Insieme per Berzo | Sindaco | I mandato   |
| 2008    | 2013      | Sergio Damiola    | lista civica Insieme per Berzo | Sindaco | II mandato  |
| 2013    | 2018      | Ruggero Bontempi  | lista civica Insieme per Berzo | Sindaco | I mandato   |
| 2018    | 2023      | Ruggero Bontempi  | lista civica Insieme per Berzo | Sindaco | II mandato  |
| 2023    | in carica | Ruggero Bontempi  | lista civica Insieme per Berzo | Sindaco | III mandato |